# Agyféltekék

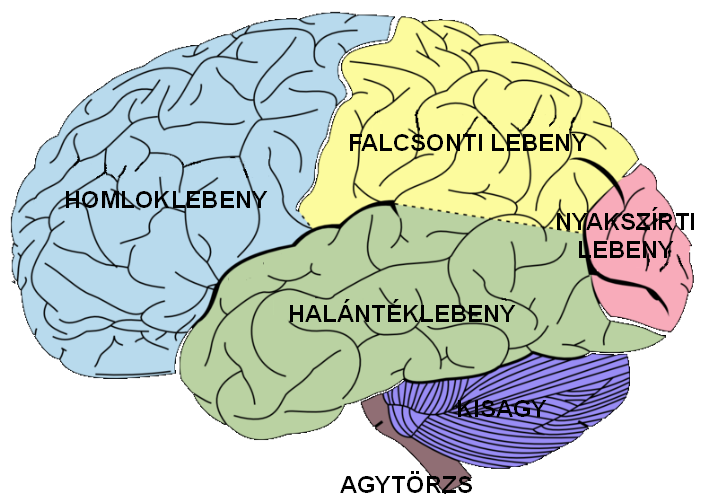
A bal agyfélteke oldalnézete.

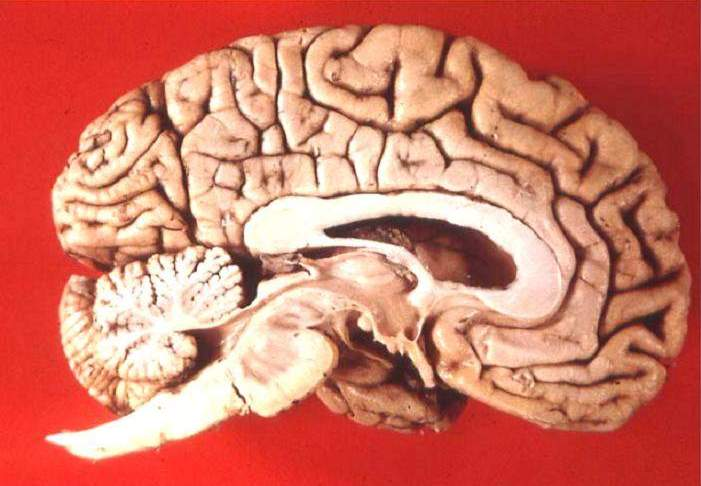
A medián sagittalis síkban felezett agy bal oldali felének medialis felszíne. (Anatómiai készítmény)

Agyféltekék alatt az emberi nagyagy - egymással szimmetrikus - jobb és bal felét értjük. Az agyféltekéken lebenyeket (lobus) különböztetnek meg, amelyek arról a koponyacsontról kapják a nevüket, amely alatt elhelyezkednek. A központi (sulcus centralis), a fal-nyakszirti (parietooccipitalis), az oldal (lateralis), a madársarkantyú (calcarinus) barázdák olyan képződmények az agy felszínen, amelyek segítségével a féltekéken a homloki (frontalis), a falcsonti (parietalis), a halántéki (temporalis) és a nyakszirti (occipitalis) lebenyek határai meghatározhatók. Az agy jobb féltekéje irányítja a test bal oldalát, a bal pedig a test jobb oldalát. A két agyfélteke nem azonos módon működik.
A bal agyfélteke felelős a beszélt és az írott nyelv, a logika, a számolási képességekért és az elvont, tudományos fogalmakért.
A jobb félteke felelős a mintázatok és formák felismeréséért, az arcvonásokra való emlékezésért, a művészetek értékeléséért, a humorért, a zenéért, a táncért, a képzelőerőért és a téri képességekért.
.

## Fontosabb  barázdák az agyféltekék felszínén
A központi barázda (sulcus centralis) előtt húzódó tekervény az elsődleges mozgató mező; a mögötte lévő tekervény az általános érző mező. Az oldalhasadék (fissura lateralis) egy mély hasadék, amely főleg az agyfélteke alsó és oldalsó felszínén van. A kéregnek egy rejtett területe, a sziget (insula) fekszik a mély oldalsó barázda alján. A halánték-nyakszirti barázda (sulcus parietooccipitalis) a félteke felső medialis szélén kezdődik, és a medialis felszínen lefelé és előre fut a sarkantyú barázdával való találkozásáig. A sarkantyú barázda (sulcus calcarinus) a félteke medialis felszínén található. A kérgestest (corpus callosum) hátsó végénél kezdődik és felfelé és hátrafelé ívelve a nyakszirti (occipitalis) pólusnál végződik. Hegyes szögben találkozik a fal-nyakszirti barázdával (sulcus parietooccipitális), annak a közepe táján.

Az agyféltekék lebenyei (animáció).

## Azagyféltekéklebenyei
A agynak összesen 5 lebenye van:
Homloklebeny (frontális lebeny), funkciói: itt található az elsődleges motoros kéreg, a premotoros kéreg és a prefrontális kéreg. 
Halántéklebeny(temporális lebeny)- ebből kettő van, három részre osztható: felső rész, ami a hallás funkcióját szolgálja, a középső és alsó rész pedig a látás asszociációs területei (részben). 
Fali (parietális) lebeny két része, az elülső lebenyke a szenzomotoros kéreg (érző terület) és a hátulsó lebenyke a humánspecifikus funkciók szolgálatában áll. 
A nyakszirti (okcipitális) lebeny teljes egészében a látást szolgálja. 
Az insula a homloklebeny és halántéklebeny által takart struktúra. 

## A féltekék felső-oldalsó(superolateralis)felszíne
A homloklebeny (lobus frontalis) a  központi barázda (sulcus centralis) előtti és az oldalsó barázda (sulcus lateralis) fölötti területet foglalja el. A homloklebenyt három barázda négy tekervényre osztja. A falcsonti lebeny (lobus parietalis) a sulcus centralis mögé és a sulcus lateralis fölé eső területet foglalja el, hátrafelé egészen a sulcus parietooccipitalisig terjed. A lobus parietalis lateralis felszínét két barázda három tekervényre osztja. A halántéki lebeny (lobus temporalis) az oldalsó barázda  alatti területen van. A halántéki lebeny oldalsó felszínét két barázda három tekervényre osztja. A nyakszirti lebenyt (lobus occipitalis) csak a medialis felszínen határolja el a halánték-nyakszirti barázda a fali lebenytől.

## A féltekék medialis és alsó felszínei
Az agyféltekék lebenyeinek határai nincsenek világosan meghatározva a medialis és alsó felszíneken. Ugyanakkor sok fontos területük van. A medialis felszínen (sagittalisan felezett agyon) a legfeltűnőbb képlet a kérges test (corpus callosum) átmetszete. Ez két agyfelet összekötő legnagyobb pályarendszer. Az övtekervény (gyrus cinguli) a kérges test elülső vége alatt kezdődik, és fölötte folytatódik, és eléri annak hátsó végét. A (lobulus paracentralis) körbefogja a központi barázda által a felső szélen okozott bemetszést. A (precuneus) a kéregnek azon területe, amelyet elölről az övtekervény fölfelé hajló hátsó vége, hátulról a halánték-nyakszirti barázda sulcus parietooccipitalis határol. A (cuneus) a kéregnek egy háromszögletű mezője, amelyet felül a halánték-nyakszirti barázda, alul a madársarkantyú barázda, hátulról pedig a félteke felső medialis széle határol. A  mellette futó barázda (sulcus collateralis) a félteke alsó felszínén van. A madársarkantyú barázda (sulcus calcarinus) alatt fut előre. A homloklebeny (lobus frontalis) alsó felszínén a szaglóideg (bulbus olfactorius) és (tractus olfactorius) ráfekszik egy barázdára (sulcus olfactorius).

## A féltekék belső szerkezete
Az agyféltekék belsejében helyezkednek el az oldalkamrák (ventriculus lateralis), a szürke állományból álló  törzsdúcok (nucleus basalis), valamint az idegrostokból és a közöttük lévő neuroglia sejtekből álló fehérállomány. Két oldalkamra van, a két agyféltekében egy-egy. Az oldalkamrák megközelítőleg C alakú üregek, amelyeket ependyma bélel és agy-gerincvelői folyadék tölt ki. Részeik a fali (parietalis), a homloki (frontalis), a tarkói (occipitalis) és halántéki (temporalis) lebenyekben vannak. Az oldalkamra ürege a Monro-féle nyíláson (foramen interventriculare) keresztül közlekedik a harmadik agykamra üregével. A törzsdúcok (nucleus basalis) a szürkeállománynak olyan tömörülései, amelyek az agyféltekék belsejében találhatók. Ezek: a csikolt test (corpus striatum), a mandulamag (corpus amygdaloideum) és a zár (claustrum). A csikolt test az izomműködésre hat, hatását azonban alapvetően az agykéregre kifejtett befolyásán keresztül, és nem közvetlenül az agytörzshöz és a gerincvelőhöz leszálló pályákon át érvényesíti. A mandulamag a  határkérgi rendszer (limbikus rendszer)  része. A zár (claustrum) egy vékony szürkeállomány. A fehérállomány idegrostjait kapcsolataik alapján három csoportra oszthatjuk: (1) commissuralis rostok, (2) asszociációs rostok, (3) projekciós rostok.